# Anastasija Rudnaja
Anastasija Rudnaja, född Tichonova den 4 oktober 1990 i Sankt Petersburg (dåvarande Leningrad), är en rysk orienterare som ingick i bronslaget i sprintstafett vid VM 2014. Hon tog även brons i stafett vid junior-VM 2010.